# Arthur Downes
Arthur Downes (Glasgow, 23 de fevereiro de 1883 — 12 de setembro de 1956) foi um velejador britânico, campeão olímpico. Ele competiu nos Jogos Olímpicos de Verão de 1908 na classe 12 Metre e conquistou a medalha de ouro na disputa a bordo do Hera com Thomas Glen-Coats, John Downes, John Aspin, John Buchanan, James Clark Bunten, David Dunlop, John Mackenzie, Albert Martin e Gerald Tait. Filho de um comerciante de papel de Kelvinside, Downes formou-se em medicina na Universidade de Glasgow.